# Jean Almond
Pour les articles homonymes, voir Saint Jean et Almond.
Jean Almond (Né vers 1577 à Liverpool, Angleterre - mort le 5 décembre 1612 à Tyburn, Angleterre), est un prêtre catholique anglais mort martyr sous le règne de Jacques Ier. 

## Biographie
Né dans une famille catholique, il est envoyé en Irlande restée catholique pour y faire ses études. Désireux de devenir prêtre il passe sur le continent et s'inscrit au Collège anglais de Douai avant de poursuivre en 1597 ses études au collège anglais de Rome. Séminariste modèle il se révèle aussi un théologien et prédicateur de talent. Il est félicité par les cardinaux Cesare Baronio et Francesco Maria Tarugi. Il est ordonné prêtre le 21 avril 1601 dans la basilique Saint-Jean-de-Latran.
En 1602, il retourne en Angleterre à Londres sous le nom fictif de Dumoulin. Conscient des dangers que son activité sacerdotale lui fait courir dans son pays, il doit se cacher et se faire passer pour un ouvrier. Il consacre néanmoins un maximum de son temps à aider les familles catholiques qui habitent la capitale et les villages environnants.
En février 1608, il est arrêté et incarcéré à Gatehouse. Libéré au bout d'un an d'emprisonnement, il s'installe dans le comté de Stafford (centre-ouest de l'Angleterre), où il poursuit sa mission avec zèle et cela pendant encore trois années. Il est une nouvelle fois arrêté le 22 mars 1612, emmené à Londres et enfermé cette fois-ci à la prison de Newgate. On cherche alors à le faire abjurer. L'archevêque de Cantorbéry et l'évêque de Londres (John King) s'y emploient. 
Après plusieurs mois d'enfermement et de vexations il est jugé sommairement et la sentence tombe. Il est condamné à mort sous le prétexte d'être entré dans le royaume en tant que prêtre catholique (« Édit 27 » d'Elizabeth I). Le 5 décembre 1612, il est transféré à Tyburn, où il est exécuté par pendaison, éviscération et écartèlement, peine réservée aux traîtres.
Après sa mort, l'ambassadeur d'Espagne auprès du roi Diego de Gondomar réussit à récupérer la dépouille du martyr. Ses ossements seront envoyés en Espagne. Certaines de ses reliques sont maintenant conservées dans l'abbaye de Downside, qui appartient aux bénédictins.

## Vénération
Jean Almond a été béatifié en 1929 par le pape Pie XI et canonisé le 25 octobre 1970 par le pape Paul VI. Il est fêté le 5 décembre. Il est l'un des Quarante martyrs d'Angleterre et de Galles.